# Joust
Joust – gra platformowa wydana na automaty arcade w 1982 roku przez firmę Williams Electronics. W późniejszym okresie gra została przeniesiona na inne platformy m.in.: Atari 2600, Atari 5200, Atari 7800, Nintendo Entertainment System oraz 8-bitowe komputery domowe Atari. Gracz steruje rycerzem dosiadającym strusia, a jego celem jest pokonywanie kolejnych grup wrogich rycerzy. Po każdym zwycięstwie, bohater otrzymuje punkty, co umożliwia przechodzenie na kolejne poziomy. Tytuł został zaprojektowany przez Johna Newcomera, a programowaniem zajął się Bill Pfutzenrueter.
Ku zaskoczeniu twórców, gra odniosła duży sukces komercyjny – sprzedano ponad 26000 automatów z grą.
22 listopada 2005 firma Midway Games wydała remake gry na konsole Xbox 360 i PlayStation 3.